# Médaille des mines
La médaille des mines a été créée par décret no 953-333 du 14 avril 1953 et est décernée par arrêté du Préfet de Région, depuis 1970.

## Description
Elle comprend trois échelons, qui sont :
- l'argent ;
- le vermeil ;
- l'or.

Le ruban de 34 mm comporte une alternance de chevrons orange et noirs, avec rosette pour la médaille d'or.
La médaille est à l'effigie de la République, avec les mots : « RÉPUBLIQUE FRANÇAISE ».